# 佐藤友生
佐藤 友生（さとう ゆうき、2月25日 - ）は、日本の漫画家。女性。福岡県北九州市出身。血液型はO型。

## 来歴
- 2001年 - 第66回週刊少年マガジン新人漫画賞入選を受賞[3]。
- 2001年 - 『マガジンFRESH』にて「淘汰-The Death」でデビュー[1]。
- 2007年 - 読み切りを経て『週刊少年マガジン』13号から「妖怪のお医者さん」を連載[1]。同作が連載デビュー作となる[1]。翌年の同誌35号を最後に『マガジンSPECIAL』へ移籍。

## 作品リスト

### 漫画作品
- 淘汰-The Death（『マガジンFRESH』2001年8月） - デビュー作[1]。
- 『妖怪のお医者さん』講談社〈講談社コミックス〉全15巻（『週刊少年マガジン』、2007年13号 - 2008年35号→『マガジンSPECIAL』2008年No.11 - 2011年No.3[4]） - 連載デビュー作[1]。
- キラボシ・テントウ（『マガジンドラゴン』2号）
- 『うしろノしんでれさん』講談社〈KCデラックス〉既刊1巻（『月刊少年シリウス』2010年10月号[5] - 2011年3月号〈休載中〉）
- 『探偵犬シャードック』講談社〈講談社コミックス〉既刊7巻（原作：安童夕馬、『週刊少年マガジン』2011年47号[6] - 2012年52号〈休載中〉）
- 『トモダチゲーム』講談社〈講談社コミックス〉全26巻（原作：山口ミコト、『別冊少年マガジン』2014年1月号[7] - 2024年9月号[7]）
- 『明智警部の事件簿』講談社〈講談社コミックス〉全5巻（原作：天樹征丸・さとうふみや、『マガジンSPECIAL』2014年6号[8] - 2016年9号）
- 『恋ニ非ズ』講談社〈講談社コミックス〉全3巻（『マガジンポケット』2018年1月7日[9] - 2019年2月17日）
  1. 2018年8月9日発売[10][11]、ISBN 978-4-06-512331-7
  2. 2019年1月9日発売[12]、ISBN 978-4-06-513869-4
  3. 2019年4月9日発売[13]、ISBN 978-4-06-515050-4
- 『きんにゃいち少年の事件簿』講談社〈講談社コミックス〉全1巻（原作：天樹征丸・さとうふみや、『イブニング』2022年2号 - 2023年6号[14]）

### その他
- ゾンビっ娘グラビア（『別冊少年マガジン』2011年9月号、『さんかれあ』アンソロジー企画[15]）描きおろしイラスト[15]
- 復活!!虹北学園文芸部（著：はやみねかおる、2009年 単行本/2015年 青い鳥文庫版）イラスト
- 名探偵夢水清志郎の事件簿シリーズ（著：はやみねかおる、2011年 - 青い鳥文庫、既刊3巻）イラスト
- なんちゃってヒーロー（著：みうらかれん、2013年 単行本）イラスト
- とりびゅーとらぶる（『To LOVEる -とらぶる-』シリーズ10周年記念アニバーサリーブック『とらぶるくろにくる』収録[16]）イラスト[16]
- タマロワ 〜100％金目当て 資産35億のイケメンを巡る訳アリ女達の玉の輿バトルロワイヤル〜 第2巻特装版（2020年）描き下ろしイラストと漫画[17]

## 関連人物
高倉みどり
師匠。
恵広史
師匠。
諫山創
アシスタント。
上野春生
アシスタント。